# Каверин, Василий Фёдорович
Василий Фёдорович Каверин (род. 12 сентября 1935, Костино-Отделец, Воронежская область) — советский тренер, главный тренер сборной СССР по гребле на байдарках и каноэ (1981—1983, 1985—1991). Мастер спорта СССР (1958). Заслуженный тренер СССР (1970). Кандидат педагогических наук (1976).

## Биография
Родился 12 сентября 1935 года в селе Костино-Отделец Терновского района Воронежской области. Начал заниматься греблей на байдарках в возрасте 18 лет на московской гребной базе «Стрелка». Тренировался сначала у Надежды Комаровой в ДСО «Крылья Советов», а потом под руководством Петра Бахарева в ВФСО «Динамо».
В 1957 году окончил ГЦОЛИФК имени В. И. Сталина. В 1961–1967 годах занимался тренерской деятельностью в ЦСК ВМФ, в 1967–1972 годах был старшим тренером юношеской сборной СССР по гребле на байдарках и каноэ. С 1960 по 1974 год работал в качестве личного тренера с олимпийским чемпионом Валерием Диденко.
В 1970-х годах занимался научной и методической деятельностью. В 1976 году защитил диссертацию на соискание учёной степени кандидата педагогических наук «Система физической подготовки высококвалифицированных юношей в гребле на байдарках и каноэ».
В 1980-х и начале 1990-х годов был главным тренером сборной СССР и Объединённой команды. В 1988 году, выступая под его руководством, советские гребцы завоевали три золотые медали Олимпийских игр в Сеуле.
В середине и конце 1990-х годов работал в Португалии и Испании. В 2006–2008 годах возглавлял комплексную научную группу сборной России. С 2006 года в городе Пушкино ежегодно проводятся соревнования по гребле на байдарках и каноэ на призы Валерия Диденко и Василия Каверина.